# ブリジッド・ブラナー
ブリジッド・ブラナー（Brigid Brannagh, 1972年8月3日 - ）は、アメリカ合衆国出身の女優である。

## 人物
カリフォルニア州サンフランシスコの大家族の9人兄弟の4番目に生まれる。13歳のころからオーディションを受け続けていた。
テレビへのゲスト出演が多いが、『アーミー・ワイフ』ではメインキャストの一人であるパメラ・モーランを演じた。
『アーミー・ワイフ』降板後は、パイロット版"Gilded Lillys"に出演した。

## 出演作品

### テレビ
- ダーマ＆グレッグ(ドナ)
- アーミー・ワイフ（パメラ・モーラン）
- レバレッジ 〜詐欺師たちの流儀
- NCIS 〜ネイビー犯罪捜査班
- コールドケース2
- WITHOUT A TRACE/FBI 失踪者を追え!
- スタートレック:エンタープライズ
- CSI:科学捜査班（タミー・フェルトン）
- キンドレッド/狼の血族
- NYPD BLUE 〜ニューヨーク市警15分署
- ランナウェイズ (テレビドラマ)

### 映画
- アイ ラブ ヒットマン
- 仮面の男
- パラサイト・ナース　美人看護師の罠